# Datzetal
Datzetal är en kommun i Landkreis Mecklenburgische Seenplatte i förbundslandet Mecklenburg-Vorpommern i Tyskland.
Kommunen bildades den 1 januari 2003 genom en sammanslagning av de tidigare kommunerna Sadelkow och Salow.
Kommunen ingår i kommunalförbundet Amt Friedland tillsammans med kommunerna Friedland och Galenbeck.